# The Artful Dodger (serie)
The Artful Dodger is een Australische televisieserie uit 2023 met Thomas Brodie-Sangster in de titelrol.
De serie vertelt het verhaal van Jack Dawkins (The Artful Dodger) uit Oliver Twist als volwassene. 

## Verhaal
Jack Dawkins is inmiddels volwassen en is een dokter geworden. Tijdens een potje kaarten speelt zijn tegenstander vals waardoor Jack een schuld heeft opgelopen, die hij moet afbetalen. Hij heeft dit geld niet en zijn salaris is ook niet toereikend. Toevallig komt hij een oude bekende tegen: Fagin. Die wil hem wel helpen aan geld te komen, echter gebeurt dit wel op de manier waarop ze dit vroeger deden: diefstal.

## Rolverdeling
| Acteur                 | Personage                   | Opmerking |
| ---------------------- | --------------------------- | --------- |
| Thomas Brodie-Sangster | Dr Jack Dawkins             | Hoofdrol  |
| David Thewlis          | Norbert Fagin               | Hoofdrol  |
| Maia Mitchell          | Lady Belle Fox              | Hoofdrol  |
| Damon Herriman         | Captain Lucien Gaines       |           |
| Luke Carroll           | Tim Billiberllary           |           |
| Vivienne Awosoga       | Hetty Baggett               |           |
| Damien Garvey          | Governor Edmund Fox         |           |
| Lucy-Rose Leonard      | Lady Fanny Fox              |           |
| Tim Minchin            | Darius Cracksworth          |           |
| Kim Gyngell            | Professor Alistair McGregor |           |
| Nicholas Burton        | Dr Rainsford Sneed          |           |
| Susie Porter           | Lady Jane Fox               |           |
| Albert Latailakepa     | Aputi Savea                 |           |
| Miranda Tapsell        | Frances 'Red' Scrubbs       |           |
| Brigid Zengeni         | Rosemary 'Rotty' Falkirk    |           |
| Aljin Abella           | Bayani 'Flashbang' Rivera   |           |
| Huw Higginson          | Father Cruikshanks          |           |
| Jessica De Gouw        | Peggy Gaines                |           |
| Tom Budge              | Hon. Mortimer Smales        |           |
| Michael Sheasby        | Sergeant Bramwell           |           |
| Ezekiel Simat          | Ned Monks                   |           |
| Stephen Ryan           | Edwin the Butler            |           |
| Justin Smith           | Tinkler Duckett             |           |
| Jude Hyland            | Charlie Salt                |           |
| Hal Cumpston           | Oliver Twist                |           |
| Nicholas Hope          | Justice Micawber            |           |
| Maua Fuifui            | Grunters                    |           |
| Finn Treacy            | Young Dodger                |           |